# Kuurna
Kuurna är en sjö i Finland. Den ligger i kommunen Kuusamo i landskapet Norra Österbotten, i den nordöstra delen av landet, 700 km norr om huvudstaden Helsingfors. Kuurna ligger 252,4 meter över havet. Arean är 1,44 kvadratkilometer och strandlinjen är 9,17 kilometer lång. Sjön  ingår i Kems huvudavrinningsområde. 